# Fernando Grijalba Pérez
Fernando Grijalba Pérez (Valladolid, 14 de gener de 1991) és un ciclista espanyol, professional des del 2014, actualment milita a l'equip Kuwait-Cartucho.es.

## Palmarès
- 2009
  -  Campió d'Espanya júnior en contrarellotge
- 2011
  - 1r a l'Oñati Saria
- 2013
  - 1r a la Copa d'Espanya
  - 1r al Gran Premi Macario
- 2017
  - Vencedor d'una etapa al Tour de les Filipines